# 韓福慶
韓福慶（？—？），湖北省德安府應山縣人，清朝政治人物、同進士出身。
光緒十六年（1890年），参加光緒庚寅科殿試，登進士三甲98名。同年五月，授内阁中书。